# Filtre RGBE

projecció isomètrica el filtre RGBE filter en un mosaic de píxels (per exemple, CCD).

A fotografia digital, el  filtre RGBE  és un mosaic filtre de color alternatiu al filtre Bayer (GRGB). Igual que el filtre Bayer, utilitza un mosaic de filtres de píxels, però amb els colors vermell, verd, blau i "maragda" ("com cian "d'acord amb Sony), i així, també requereix demosaicing per produir una imatge a tot color. Va ser desenvolupat per Sony i fins ara només s'utilitza en el CCD de 8 megapíxels ICX456 8 i en la càmera Sony CyberShot DSC-F828.
Sony indica que la raó d'afegir el filtre del quart color és "per reduir els errors de la reproducció del color i enregistrar imatges naturals més properes a la natural percepció de la visió de l'ull humà".

La reparació RGBE utilitza un quart color, cian, així com el vermell, verd i blau
Compareu l'anterior filtre Bayer, amb dues vegades les cel verdes